# 성당중학교 (전북)
성당중학교(聖堂中學校)는 대한민국 전북특별자치도 익산시 성당면 갈산리에 있는 공립 중학교이다.

## 학교 연혁
- 1971년 1월 16일 : 성당중학교 9학급 설립인가
- 1971년 3월 5일 : 3학급 171명 입학, 개교
- 2014년 3월 1일 : 중학교 자유학기제 정책연구학교 운영(2014~2015)
- 2024년 1월 4일 : 제51회 4명 졸업(총 졸업생수 3,675명)
- 2024년 3월 1일 : 제21대 양성화 교장 부임

## 참고 자료
- 성당중학교 - 한국교육학술정보원 학교알리미